# 첨단국가지진시스템
첨단국가지진시스템(Advanced National Seismic System, ANSS)는 미국 지질조사국(USGS)과 각 지역, 국가, 학계 협력체가 모여 중요 지진의 데이터를 수집하고 분석하여 관련 비상대응이 필요한 관계자나 언론 매체, 일반인에게 거의 실시간(10-30분 이내)에 가까이 중요 정보를 전달하는 시스템이다. 전달하는 주요 정보에는 예상되는 피해 심각도와 그 범위를 제공하고 필요한 대응을 결정하는 데 여러 도움이 되는 정보도 제공한다.
지진 데이터는 11곳의 각 지역 지진계 네트워크와 전용 관측소가 갖추어진 국가지진네트워크(ANSS 백본)이 수집하며 그 외에도 해외의 지진망으로부터 추가적인 정보를 받아온다. 지진 분석은 각 지역의 데이터센터와 USGS의 국가지진정보센터(NEIC)가 수행하며 분석 결과는 USGS의 지진 목록 홈페이지에 게시된다.

## 제공 정보 및 서비스
ANSS는 다양한 정보와 서비스를 제공한다. 그 목록은 아래와 같다.
- 정부 및 긴급 체계 관리자에게 주요 정보 제공
- 지진 안내 서비스(ENS): 이메일 및 문자 메시지를 통한 지진 맞춤 알림
- 세이크맵(ShakeMap): 측정된 지반 흔들림을 바탕으로 각지의 흔들린 세기와 영향을 받은 지역의 알려진 지반 특성을 제공
- 세이크캐스트(ShakeCast): 중요 인프라에 맞게 맞춤화된 세이크맵을 자동으로 제공하여 지진으로 흔들린 정도의 추정치를 제공
- 대응을 위한 전세계 지진의 신속 평가(Prompt Assessment of Global Earthquakes for Response, PAGER): 세이크맵 결과를 건물 및 건축물 유형과 특성을 따져 추정되는 피해 규모와 심각도를 예측
- 지진 감지 보고(Did-You-Feel-It?, DYFI): 각 지역에서 지진이 얼마나 강하게 느껴졌는지를 제보받아 이를 통해 흔들림 데이터를 보강하고 보완함
- ANSS 지진 종합 목록(ComCat): 지진 데이터를 한데 모은 목록. 중요한 지진의 경우에는 NEIC가 지진이 일어난 장소의 지구조론적 배경, 인근의 단층 분석 및 과거에 발생한 지진들 등 지진에 대한 구체적인 지진학적 정보도 제공한다.

## 같이 보기
- 국제지진센터 (ISC)
- IRIS 컨소시엄

## 참고 문헌
- Leith, William (2006년 2월 3일), “Earthquake Monitoring and Reporting through the Advanced National Seismic System” (PDF), 《Briefing for the Natural Hazards Caucus, February 3, 2006》, 2022년 7월 20일에 원본 문서 (PDF)에서 보존된 문서, 2022년 8월 16일에 확인함

- Seismological Society of America (December 2017), 《Statement on Earthquake and Tsunami Monitoring》

- Sipkin, Stuart A.; Filson, John R.; Benz, Harley M.; Wald, David J.; Earle, Paul S. (2006년 9월 5일), “Advanced National Seismic System Delivers Improved Information”, 《EOS Transactions》 87 (36), doi:10.1029/2006EO360003

- U.S. Geological Survey (July 2017), 《Advanced National Seismic System – Current Status, Development Opportunities, and Priorities for 2017–2027》 (PDF), Circular 1429 (Version 1.1), U.S. Geological Survey, doi:10.3133/cir1429, ISBN 978-1-4113-4136-4, ISSN 2330-5703

- Wald; Worden; Quitoriano; Goltz (2002), “ShakeMap: Its Role in Pre-Earthquake Planning and Post-Earthquake Response and Information”, 《SMIP02 Seminar Proceedings》, CiteSeerX 10.1.1.470.8940